# Monokiny

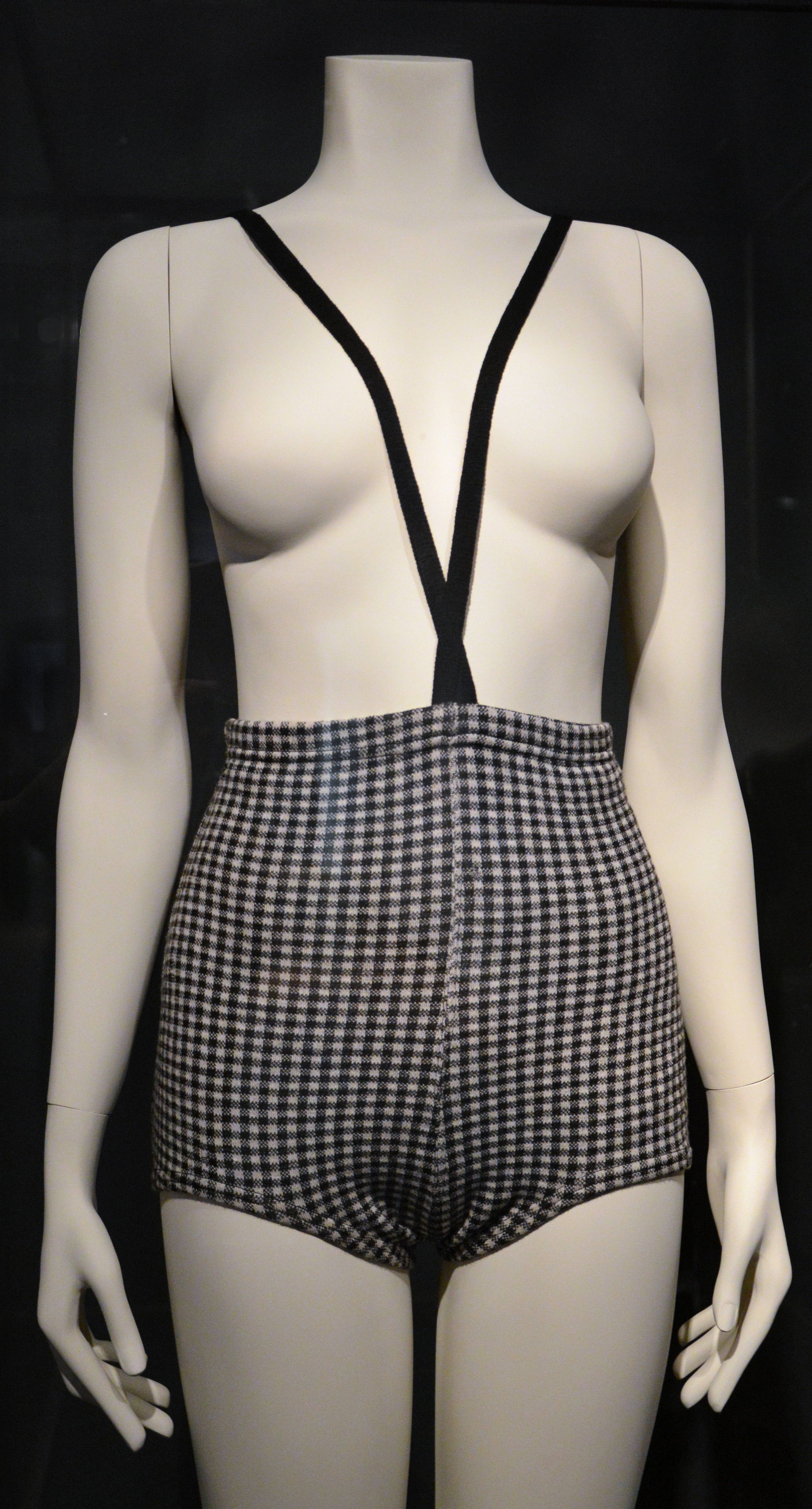
Původní design monokin z roku 1964

Slovo monokiny (anglicky: monokini), někdy též unikiny, označuje jednodílné dámské plavky, tvořené pouze spodní částí bikin (při nošení monokin tak zůstávají prsa odhalená). Tento název se rovněž používá pro jakékoliv plavky bez podprsenkové části, zejména pak pro bikiny bez jejich dílu.
První monokiny navrhl v roce 1964 ve Spojených státech americký módní návrhář rakouského původu Rudi Gernreich, který rovněž vymyslel jejich název, který se objevil poprvé o rok dříve. Svou myšlenku představil již v roce 1962, o rok později byl jeho první návrh zobrazen v časopise Look. Prvního představení se však plavky s označením monokiny dočkaly až v roce 1964. Gernreichovy původní monokiny vypadaly jako jednodílné plavky zakrývající břicho, z jejichž spodního dílu vycházely dvě šňůrky pro uvázání za krkem; žádná část však nezakrývala prsa.

## Galerie

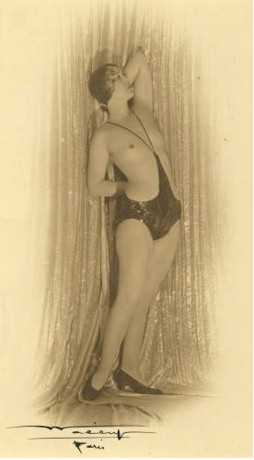
Předchůdce monokin (1924)
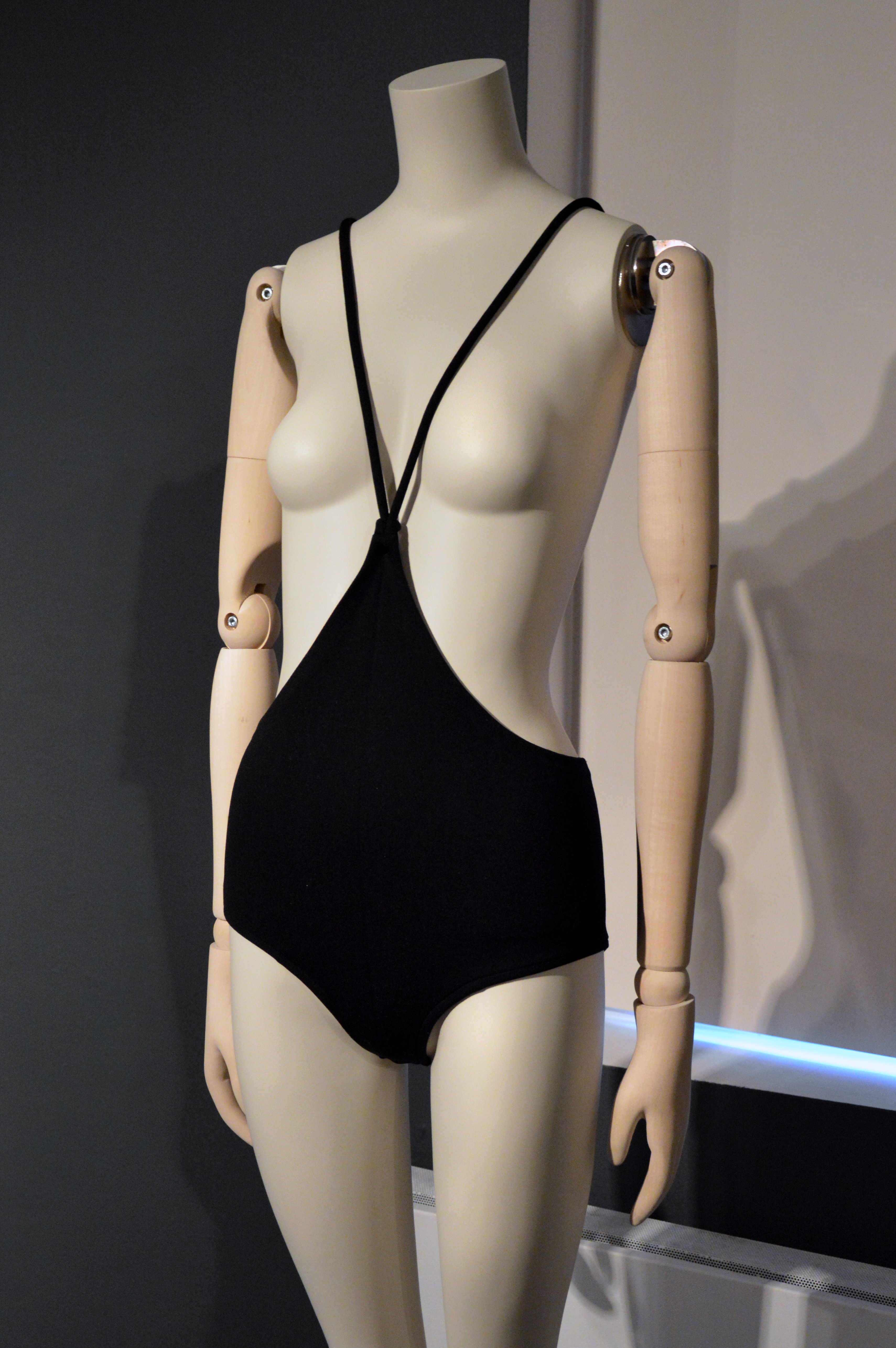
Monokiny Rudi Gernreicha v muzeu módy v Hasseltu
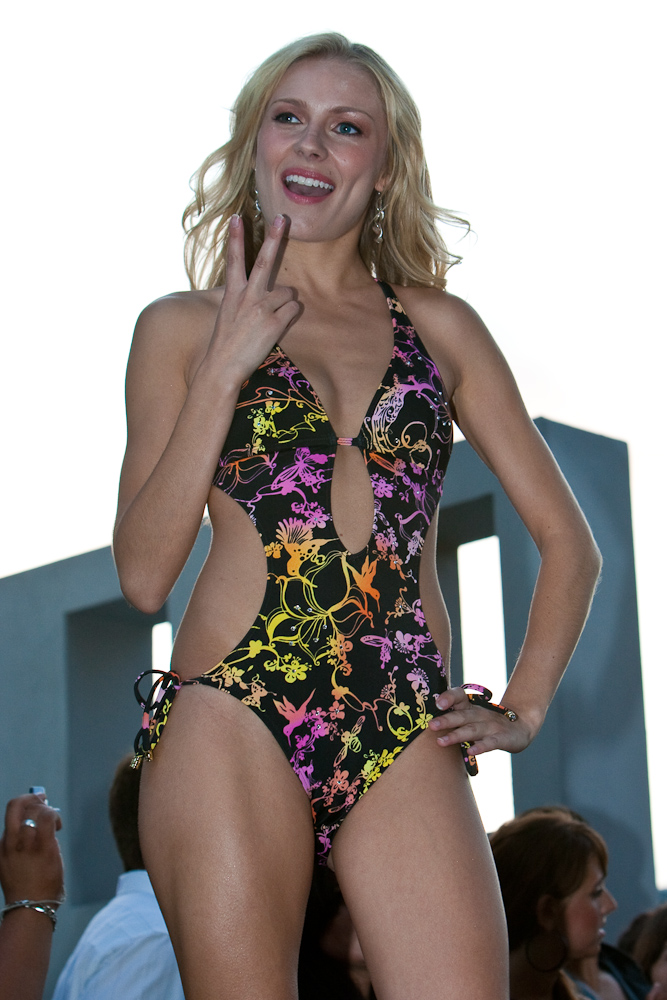
Moderní verze monokin (2009) zakrývající prsa